# Munkebo Kirke
Munkebo Kirke ligger i byen Munkebo mellem Odense og Kerteminde på Nordøstfyn.
Munkebo Kirke blev bygget omkring år 1100, og den bliver første gang omtalt i 1392. Kirkegården blev anlagt sammen med kirken, mens præstegården stammer fra 1527.  
Munkebo Kirke ligger i Munkebo Sogn. Til Munkebo Sogn hører i dag både byen Munkebo og en anden nærliggende by, landsbyen Dræby.

## Våbenhus
I våbenhuset findes to mindetavler. Den ene tavle er til minde om et tordenvejr i 1730, og det andet mindesmærke handler om en reparation af kirken i 1723.
- Munkebo Kirke fra vest
- Munkebo Kirke fra nord
- Munkebo Kirke fra øst

- Munkebo Kirke fra sydøst
- Munkebo Kirkes lighus

- Grav ved Munkebo Kirke for sognepræst Svend Juels
- Grav ved Munkebo Kirke for sognepræst F.D.T. Engelstoft og hans kone Christiane født Mølle